# Свейндис Йоунсдоуттир
Свейндис Яне Йоунсдоуттир (исл. Sveindís Jane Jónsdóttir; род. 5 июня 2001, Исландия) — исландская футболистка, выступающая на позиции полузащитника за немецкий клуб «Вольфсбург» и на позиции нападающей за женскую сборную Исландии по футболу.

## Биография
Родилась 5 июня 2001 года в Исландии. Мать — ганского происхождения. Её дядя Торстейнн Бьярнасон был футбольным вратарём, выступал за сборную Исландии по футболу.
Выросла в Кеблавике. В возрасте 9 лет пришла в клуб «Кеблавик».
В возрасте 14 лет, 25 мая 2015 года на матче против HK/Víkingur начала выступать за взрослую команду «Кеблавик», игравшую во втором дивизионе. 17 мая 2016 года забила первый гол на первом матче против Álftanes. В 2018 году «Кеблавик» занял второе место и вышел в высший дивизион. В 2019 году «Кеблавик» выбыл из высшего дивизиона. В 2020 году Свейндис Йоунсдоуттир играла по «аренде» за «Брейдаблик». В 2021 году перешла в «Вольфсбург», играла по «аренде» за шведский «Кристианстад». В 2022 году «Вольфсбург» стал чемпионом.
Принята в сборную накануне матча 17 сентября 2020 года со сборной Латвии по футболу.
Лауреат приза «Футболист года в Исландии» 2021 года.